# Chapelle des Templiers d'Avignon
La chapelle des Templiers est une ancienne chapelle catholique située à Avignon, en France.

## Localisation
La chapelle est accessible par un passage au Petit Louvre, 23 rue Saint-Agricol, dans la commune d'Avignon, département français de Vaucluse.

## Historique
L'ordre du Temple s'implante à Avignon au XIIe siècle. Le premier document mentionnant leur présence date de 1174. Il y est question de la « domus milice », ce qui signifie que l'ordre est déjà installé à Avignon à cette date. Pour essayer de préciser une date d'installation, Eugène Duprat remarque que les évêques d'Avignon ont inséré dans des actes de vente des clauses d'exclusion concernant les templiers à partir de 1150. Aucun commandeur n'est connu avant 1188 quand est cité Guillaume de Soliers « preceptor domus milici Arelatensis et Avinionensis ». La Maison d'Avignon est restée subordonnée à celle d'Arles jusqu'en 1243 quand Artaud est cité comme « preceptor domus avinionensis ». La première memtion de la Maison d'Avignon date de 1197, mais sans indication de sa localisation. Ce n'est que dans un acte daté de 1259 qu'on apprend qu'elle est située dans la paroisse de Saint-Agricol, à côté de l'église Saint-Agricol, probablement à l'endroit où se situe l'actuelle chapelle des Templiers.
Les templiers obtiennent de l'évêque et du chapitre le droit de construire une chapelle en 1273. La chapelle des Templiers est construite entre 1273 et 1281. En 1281, la chapelle est mentionnée pour la première fois sous le nom de Notre-Dame-de-Bethléem dans le testament de Girarde Levenières.
Après la condamnation de l'ordre du Temple par le pape Clément V, Charles II d'Anjou, comte de Provence, ordonne l'arrestation des Templiers du comté de Provence, ce qui est fait les 23 et 24 janvier 1308. Leurs biens sont séquestrés. Conformément à la bulle « Ad providam Christi Vicarii » du 6 mai 1312, les biens des Templiers sont transférés aux Hospitaliers de l'ordre de Saint-Jean de Jérusalem. Les Hospitaliers ont créé leur propre commanderie à Avignon sur la rue Saint-Jean-le-Vieux. Les Hospitaliers vont abandonner leur commanderie de Saint-Jean-le-Vieux qui va devenir une livrée cardinalice pour s'installer dans l'ancienne commanderie templière vers 1330, probablement à la suite d'un litige avec le prieur de l'église Saint-Pierre. Une lettre de Clément VI datée de 1342 confirme que les Hospitaliers sont installés dans l'ancienne commanderie du Temple. Il ne semble pas que les Hospitaliers aient développé les bâtiments légués par l'ordre du Temple. En 1373, 13 religieux sont attachés à la commanderie mais un seul réside à Avignon. En 1411, le commandeur a abandonné la préceptorie qui est régie par un frère. Finalement la maison-mère va être arrentée (bail à rente). Le premier acte connu date de 1443. Le précepteur Marat Hugolin, avec l'assentiment du prieur de Saint-Gilles, Bertrand d'Arpajon, a arrentée la commanderie avec tous ses biens à deux seigneurs. Ceux-ci s'engagent à entretenir un chapelain, à verser des sommes au trésorier de l'Ordre et à effectuer les réparations nécessaires aux bâtiments de la commanderie.
Les rapports de visites de la commanderie faites à la demande du prieur de Saint-Gilles à partir du XVIe siècle permettent de connaître l'état de la commanderie. Elle comprend deux corps de bâtiments :
- la Maison de la commanderie se trouvant le long de la rue Sainte-Praxède (actuelle rue Félix-Gras) et à l'angle avec la rue Saint-Agricol, de deux étages distribués par une tour,
- la maison dite du sacristain située au nord de la chapelle, avec la chapelle.

La commanderie templière a été peu modifiée depuis le début du XIVe siècle, probablement parce que les commandeurs n'y résident plus à l'exception de quelques-uns. La commanderie n'est plus qu'une source de revenus. Les textes mentionnent parfois l'ajout de pièces nouvelles. Les chapelains de l'Ordre ne sont pas plus présents bien qu'ils soient astreints à résidence. Ils se font remplacer pour les messes par des clercs séculiers nommés par le commandeur.
Le décret pris par l'Assemblée législative le 19 septembre 1792 décide la saisie et la vente des biens de l'ordre de Saint-Jean de Jérusalem comme biens nationaux. Très rapidement, les biens possédés par l'ordre souverain de Malte à Avignon sont expertisés malgré l'opposition du sacristain Joseph Morenas. La commanderie est vendue à un particulier le 2 avril 1793. Puis la commanderie est séparée en deux lots vendus à des propriétaires différents. Un lot comprend l'ancienne sacristie et la chapelle qui vont être transformés en auberge. La chapelle est devenu une écurie. L'autre lot comprend l'hôtel du commandeur. En 1834, le premier lot qui abrite l'« Hôtel du Pont » est en état de dégradation avancé. En 1837, l'autre lot devait être dans le même état quand ses propriétaires décident de le démolir et reconstruire des bâtiments. En 1862, on constate que les bâtiments correspondant se trouvant sur la parcelle de la sacristie ont été reconstruits et doivent correspondre à ceux de l'« Hôtel du Louvre ». La chapelle n'a pas été modifiée.
Le bâtiment est acheté en 1875 par l'Avignonnais Anselme Mathieu. Il entreprend de remettre en état la chapelle et de transformer l'étage supérieur en restaurant pour l'hôtel. L'étage inférieur de la chapelle sert de débarras. Anselme Mathieu est très proche du Félibrige. Il a accueilli dans son hôtel les plus illustres représentants, Frédéric Mistral, Théodore Aubanel et Joseph Roumanille. L’hôtel est devenu leur cercle de réunion. L’hôtel du Louvre a fermé ses portes en 1977.
L'hôtel du Louvre est acheté en 1997 par Jean Gourdan de Fromentel. Il a alors entrepris de sauvegarder la chapelle en respectant son architecture. Le Petit Louvre devient un lieu de spectacles l'été et participe au Festival Off d'Avignon. Il sert toute l'année pour des activités culturelles, des séminaires et des congrès.
La chapelle a été classée au titre des monuments historiques le 16 mars 2000

## Description
La chapelle est construite suivant un plan rectangulaire de 23,80 m de long et de 8 m de large. La chapelle est divisée en quatre travées barlongues de longueur à peu près égales se terminant sur un chevet plat. Le voûtement est constitué de voûtes quadripartites. Les ogives retombent sur des triples chapiteaux à tailloir polygonaux s'appuyant sur des piliers constitués par trois colonnes groupées séparées par de larges gorges. On trouve dans la première travée une tribune supportée par une voûte d'ogives.
Bien que moins imposante, l'architecture de chapelle des Templiers d'Avignon peut être rapprochée de celle de l'église Saint-Jean-de-Malte d'Aix-en-Provence construite à la même époque.